# Campeonato Mundial de Taekwondo de 1999
O Campeonato Mundial de Taekwondo de 1999 foi a 14ª edição do evento, organizado pela Federação Mundial de Taekwondo (WTF) entre 2 de junho a 6 de junho de 1999. A competição foi realizada no Pavilhão Universiade, em Edmonton, Canadá. 

## Resultados
Os resultados foram os seguintes. 
Masculino
| Evento        | Ouro                          | Prata                      | Bronze                                  |
| Até 54 kg     | Coreia do Sul Min Byeong-seok | Filipinas · Roberto Cruz   | República Dominicana · Gabriel Mercedes |
| Até 54 kg     | Coreia do Sul Min Byeong-seok | Filipinas · Roberto Cruz   | Taipé Chinesa · Chen Wei-chun           |
| Até 58 kg     | Coreia do Sul Yoon Jong-il    | Dinamarca · Abror Haider   | Marrocos · Younes Sekkat                |
| Até 58 kg     | Coreia do Sul Yoon Jong-il    | Dinamarca · Abror Haider   | Vietname · Hồ Nhất Thống                |
| Até 62 kg     | Coreia do Sul Ko Dae-kyu      | Turquia · Ahmet Evcimen    | Estados Unidos · Mark López             |
| Até 62 kg     | Coreia do Sul Ko Dae-kyu      | Turquia · Ahmet Evcimen    | Espanha · Ivan Ron                      |
| Até 67 kg     | Coreia do Sul No Hyun-goo     | Dinamarca · Jesper Roesen  | Espanha · Francisco Zas                 |
| Até 67 kg     | Coreia do Sul No Hyun-goo     | Dinamarca · Jesper Roesen  | Taipé Chinesa · Hsu Chi-hung            |
| Até 72 kg     | Irão Hadi Saei                | Coreia do Sul Kim Byung-uk | Chile · Sergio Cárdenas                 |
| Até 72 kg     | Irão Hadi Saei                | Coreia do Sul Kim Byung-uk | Espanha · Rosendo Alonso                |
| Até 78 kg     | Coreia do Sul Jang Jong-oh    | Turquia · Bahri Tanrıkulu  | México · Rodrigo Martínez               |
| Até 78 kg     | Coreia do Sul Jang Jong-oh    | Turquia · Bahri Tanrıkulu  | Estados Unidos · Josh Coleman           |
| Até 84 kg     | Irão Majid Aflaki             | Turquia · Yasin Yağız      | Cazaquistão · Adilkhan Sagindykov       |
| Até 84 kg     | Irão Majid Aflaki             | Turquia · Yasin Yağız      | Alemanha · Faissal Ebnoutalib           |
| Mais de 84 kg | Coreia do Sul Moon Dae-sung   | França · Moctar Doumbia    | Austrália · Daniel Trenton              |
| Mais de 84 kg | Coreia do Sul Moon Dae-sung   | França · Moctar Doumbia    | Espanha · Rubén Montesinos              |

Feminino
| Evento        | Ouro                         | Prata                          | Bronze                         |
| Até 47 kg     | Espanha · Belén Asensio      | Coreia do Sul Yoon Song-hee    | França · France Pouzoulet      |
| Até 47 kg     | Espanha · Belén Asensio      | Coreia do Sul Yoon Song-hee    | Turquia · Kadriye Selimoğlu    |
| Até 51 kg     | Taipé Chinesa · Chi Shu-ju   | Coreia do Sul Shim Hye-young   | Espanha · Jennifer Delgado     |
| Até 51 kg     | Taipé Chinesa · Chi Shu-ju   | Coreia do Sul Shim Hye-young   | China · Yuan Guiru             |
| Até 55 kg     | China · Wang Su              | Coreia do Sul Jung Jae-eun     | Taipé Chinesa · Meng Mei-chun  |
| Até 55 kg     | China · Wang Su              | Coreia do Sul Jung Jae-eun     | Suíça · Christiana Bach        |
| Até 59 kg     | Coreia do Sul Kang Hae-eun   | México · Iridia Salazar        | Canadá · Gaël Texier           |
| Até 59 kg     | Coreia do Sul Kang Hae-eun   | México · Iridia Salazar        | Espanha · Sonia Reyes          |
| Até 63 kg     | Coreia do Sul Cho Hyang-mi   | China · Zhang Huijing          | Austrália · Lisa O'Keefe       |
| Até 63 kg     | Coreia do Sul Cho Hyang-mi   | China · Zhang Huijing          | Rússia · Ekaterina Noskova     |
| Até 67 kg     | Espanha · Elena Benítez      | Países Baixos · Mirjam Müskens | Taipé Chinesa · Chang Wan-chen |
| Até 67 kg     | Espanha · Elena Benítez      | Países Baixos · Mirjam Müskens | Canadá · Barbara Pak           |
| Até 72 kg     | Coreia do Sul Kim Yoon-kyung | Espanha · Ibone Lallana        | China · Chen Zhong             |
| Até 72 kg     | Coreia do Sul Kim Yoon-kyung | Espanha · Ibone Lallana        | Turquia · Filiz Nur Aydın      |
| Mais de 72 kg | Taipé Chinesa · Kao Ching-yi | Canadá · Dominique Bosshart    | Rússia · Maria Konyakhina      |
| Mais de 72 kg | Taipé Chinesa · Kao Ching-yi | Canadá · Dominique Bosshart    | Bélgica · Laurence Rase        |

## Quadro de medalhas
O quadro de medalhas foi publicado. 
| Ordem | País                 | Medalha de ouro | Medalha de prata | Medalha de bronze | Total |
| ----- | -------------------- | --------------- | ---------------- | ----------------- | ----- |
| 1     | Coreia do Sul        | 9               | 4                | 0                 | 13    |
| 2     | Espanha              | 2               | 1                | 6                 | 9     |
| 3     | Taipé Chinesa        | 2               | 0                | 4                 | 6     |
| 4     | Irão                 | 2               | 0                | 0                 | 2     |
| 5     | China                | 1               | 1                | 2                 | 4     |
| 6     | Turquia              | 0               | 3                | 2                 | 5     |
| 7     | Dinamarca            | 0               | 2                | 0                 | 2     |
| 8     | Canadá               | 0               | 1                | 2                 | 3     |
| 9     | França               | 0               | 1                | 1                 | 2     |
| 9     | México               | 0               | 1                | 1                 | 2     |
| 11    | Países Baixos        | 0               | 1                | 0                 | 1     |
| 11    | Filipinas            | 0               | 1                | 0                 | 1     |
| 13    | Austrália            | 0               | 0                | 2                 | 2     |
| 13    | Rússia               | 0               | 0                | 2                 | 2     |
| 13    | Estados Unidos       | 0               | 0                | 2                 | 2     |
| 16    | Bélgica              | 0               | 0                | 1                 | 1     |
| 16    | Chile                | 0               | 0                | 1                 | 1     |
| 16    | República Dominicana | 0               | 0                | 1                 | 1     |
| 16    | Alemanha             | 0               | 0                | 1                 | 1     |
| 16    | Cazaquistão          | 0               | 0                | 1                 | 1     |
| 16    | Marrocos             | 0               | 0                | 1                 | 1     |
| 16    | Suíça                | 0               | 0                | 1                 | 1     |
| 16    | Vietname             | 0               | 0                | 1                 | 1     |
| Total | Total                | 16              | 16               | 32                | 64    |